# IFixit
iFixit ist eine von einem gleichnamigen, US-amerikanischen Unternehmen betriebene Website, die unter anderem für ihre Teardowns bekannt ist. Es handelt sich um eine Wiki-basierte Website, die zeigt, wie man IT-Geräte, Haushaltsgeräte, Fahrzeuge und weitere Dinge reparieren kann. Jeder kann hier eine Reparaturanleitung für ein Gerät erstellen, und alle können bereits existierende Anleitungen bearbeiten und verbessern. Zudem werden über die Seite Werkzeuge und IT-Ersatzteile vertrieben.

## Geschichte
iFixit wurde 2003 in San Luis Obispo von den Studenten der California Polytechnic State University Kyle Wiens und Luke Soules gegründet. Die Idee entstand, als die Gründer ein defektes iBook reparieren wollten und keine Reparaturanleitung verfügbar war. Sie wollen mit ihrer Webseite erreichen, dass möglichst viele Personen ihre technischen Geräte selbst reparieren können und stellen dafür eigene Anleitungen bereit. Überregionale Bekanntheit erreichte das Portal durch die Veröffentlichung der Zerlegung von neuen Mobiltelefonen und Tablets, kurz nachdem sie erschienen waren – sogenannte Teardowns. Bevorzugt werden neue Geräte von Apple auseinandergenommen. Dafür fliegen die Gründer auch zum Verkaufsstart nach Australien, um dort ein neues Gerät zu erwerben und als Erste im Teardown zu dokumentieren. Wegen der Zeitzonen startet in Australien der Verkauf Apples neuer Geräte zuerst.
Die Reparaturanleitungen werden unter einer Creative-Commons-Lizenz (CC-BY-NC-SA) veröffentlicht. Zusammen mit Greenpeace untersucht iFixit regelmäßig Elektronik daraufhin, wie viele gefährliche Chemikalien in den Produkten enthalten sind, ob Rohstoffe recycelt werden können und wie gut sich die technischen Geräte reparieren lassen. In Zusammenarbeit mit dem Fraunhofer-Institut IZM und anderen Teilnehmern ist iFixit am Aufbau der CloseWEEE Recycler Information Center Datenbank beteiligt.
iFixit erstellte 2011 mit Dozuki eine SaaS-Plattform für die Erstellung technischer Dokumentationen und Reparaturanleitungen, die frühzeitig von O’Reilly und Make: genutzt wurde.
Seit 2013 besitzt iFixit in Stuttgart eine deutsche Niederlassung, von der in 30 Länder Europas versendet wird. In der Stuttgarter Fluxus-Mall wurde Anfang 2017 außerdem ein iFixit-Geschäft projektartig im Stil eines Repair-Cafés betrieben.
Im April 2014 ging iFixit eine Kooperation mit Fairphone ein. 2014 starteten iFixit und das Microsoft Registered Refurbisher Program ihre Zusammenarbeit im Pro Tech Network zur Unterstützung kleiner Reparaturbetriebe, die gebrauchte Hardware zur Weiternutzung aufarbeiten.
Wegen der Veröffentlichung eines geöffneten Apple-TV vor Verkaufsstart im Jahr 2015 wurde iFixit der Apple-Entwicklerzugang gestrichen und somit auch der Anbieterzugang für den App-Store, in dem die Entwickler eine App veröffentlicht hatten. Seitdem gibt es keine iOS-App für iFixit mehr.

## Teardown
Teardown bedeutet wörtlich niederreißen, im Sinne von etwas zerstören oder zerlegen. Dabei werden alle Einzelteile eines technischen Gerätes sichtbar. iFixit benutzt diesen Begriff seit mindestens 2007 für die Schritt-für-Schritt-Präsentation zerlegter Geräte. Es werden dabei detaillierte Fotos und Röntgenaufnahmen angefertigt, die Schritte des Zerlegens beschrieben und die verbauten Teile identifiziert. Zum Abschluss der Untersuchung vergibt iFixit eine Punktnote von 1 bis 10 zur Einschätzung der Reparaturmöglichkeit, die Reparierbarkeits-Index genannt wird. 10 Punkte bekommen Geräte, die sehr einfach zu reparieren sind. In einem Fazit geht iFixit auf Besonderheiten ein, die das untersuchte Gerät von anderen unterscheiden.
Das Fairphone 2 erreichte dabei einen Index von 10, das Microsoft Surface Laptop einen Index von 0 (nicht reparierbar).
Internationale Magazine und Online-Medien verwenden regelmäßig die Ergebnisse der Untersuchungen in ihren Artikeln und referenzieren dabei den Teardown.